# Паметници на Хермес в България
Настоящият списък с паметниците на Хермес в България включва скулптури, за които централна фигура или част от композицията заема древногръцкият бог Хермес или неговият аналог в римската култура – Меркурий. Като покровител на търговци и банкери Хермес е популярен образ в архитектурата и символиката на банки, търговски училища и университети и др.

## Хермес в архитектурата
| Изображение | Град     | Дата на създаване | GPS координати                         | Информация |
| ----------- | -------- | ----------------- | -------------------------------------- | --- |
|             | Варна    | 1924              | 43°12'31.2"N 27°55'25.8"E              | Композицията от фронтона над централния вход на Икономическия университет се състои от две антични фигури: Хермес и Атина, символизиращи единството и световното значение на науката – търговията – индустрията. Дело е на Кирил Шиваров. В орнаментиката присъства и кадуцей.                                                                                             |
|             | Варна    | 1922              | 43°12'04.0"N 27°54'57.0"E              | На нивото на атиката на Софийска банка във Варна е поставена импозантна скулптура, изобразяваща древноримския бог Меркурий, възседнал орел. Автор на творбата е скулпторът Кирил Шиваров. |
|             | Казанлък | 1933              | 42°37'07.1"N 25°23'26.0"E              | Над входа на Старата поща се намира статуя на атлет от камък с пощенски рог и свитък в ръце, символизиращ размяната на съобщения от древността. Авторът е неизвестен. |
|             | Пловдив  | 1930              | 42°08'43.7"N 24°44'56.4"E              | Две статуи в цял ръст на търговски комплекс, проектиран от арх. Христо Пеев. |
|             | Пловдив  | 2020              | 42°03'34.5"N 24°44'14.0"E              | 5-метрова позлатена статуя на Меркурий върху сградата на Alchemist Residence Von Gfldenburg. |
|             | Пловдив  | 1941              | 42°09'05.3"N 24°44'53.1"E              | Релеф с изображение на Хермес на вратите на главния вход на Търговско-индустриалната камара (днешна Съдебна палата). |
|             | Пловдив  | 1987              | 43°12'04.0"N 27°54'57.0"E              | Мозайката „Меркурий“ е разположена на фасадата на централната сграда на Международния панаир в Пловдив. |
|             | Пловдив  |                   | 42.15080246686218, 24.74629053908877   | Бившата сградата на Българска народна банка – клон Пловдив, с админитративен адрес ул. „Райко Даскалов“ № 51, е с кадуцей в пиластрите и прозоречните отвори. |
|             | Русе     | 1898 – 1901 г.    |                                        | Скулптура на необароковата фасада на доходното здание (днес театрален и конгресен център). Изхождайки от предназначението на сградата, една от версиите за статуята е, че тя изобразява бога Меркурий. |
|             | Свищов   | 1895              | 43°37'05.2"N 25°20'50.2"E              | В Търговска гимназия (Свищов) Хермес е изобразен като статуя (дело на Арнолдо Дзоки), в капители и ключови камъни |
|             | София    | 1930              | 42°41'00.0"N 23°19'33.2"E              | Скулптура на фасадата на НФСГ, дело на Кирил Шиваров. |
|             | София    | 1914              | 42°41'48.0"N 23°19'44.9"E              | Сградата на банка ДСК (тогавашната Софийска банка) е шедьовър на сецесиона в българската архитектура. Скулптурата на Хермес е дело на Марин Василев. В тази сграда стартира БНР. Близък план: Орнамент от украсата на сградата: |
|             | София    | 1925              | 42°41'55.4"N 23°19'29.0"E              | Скулптура от кулата на жилищна кооперация „Мусала“. Хермес, заедно с двата орела, онагледява идеята за просперитет. |
|             | София    | 1939              | 42°41'44.7"N 23°19'29.4"E              | На южната фасада на БНБ, на нивото на най-горния етаж е поставена голяма скулптурна композиция, изобразяваща Хермес и Деметра, изработени от Кирил Шиваров. На северната фасада се намират други скулптури на глави на античните богове Хермес и Деметра. |
|             | София    | 1911              | 42.693364966270366, 23.327529665166626 | На настоящ адрес „Славянска“ 2 се намира сграда в стил сецесион, на чийто купол се е извисявала мащабна скулптурна композиция от три фигури – централната, от които, била на римския бог на търговията Меркурий. Автор е скулпторът Марин Василев. Скулптурата е унищожена при преустройството на сградата през 1948 г., когато Търговско-индустриалната камара е закрита. |

## Статуи

### Култ към Хермес
В България има статуи от мрамор и статуетки от бронз, свързани с култа към Хермес/Меркурий, започвайки от IV в.пр.н.е. Пример за напълно запазена статуя е откритата през 2024 г. в Хераклея Синтика от IV век с височина 2,10 м и тегло 600 – 700 кг. РИМ – Стара Загора, съхранява статуетки от бронз, датирани от II – III век.
- Статуетка „Хермес с детето Дионис“ – реплика на елинският склуптор Проксител, НИМ, София
- Оброчна плочка (вляво) от Археологически музей, Бургас

### Съвремие
Хермес продължава да се използва като символ на търговията и в наши дни:
- Българската търговско-промишлена палата връчва на ежегодните си награди бронзова статуетка Хермес, дело на скулптора Ставри Калинов.[23][24]

Като символ на мира и съзидателната сила:
- Вестник „24 часа“ връчва от 2021 г. статуетка „Бизнес хонорис кауза“ във формата на кадуцей.[25]

Съвременната употреба на кадуцея като символ на медицината се установява в Съединените щати в края на XIX и началото на XX век в резултат на добре документирани грешки и неразбиране на символиката и класическата култура. Критиците на тази практика казват, че правилният символ за медицина е Жезълът на Асклепий, който има само една змия и няма крила. Практиката е пренесена и в България:
- Софийският университет връчва статуетки „Златен Хермес с Кадуцей“ на завършилите Медицински факултет с пълно отличие.[32][33]

## Херми
Поради бързината си Хермес е считан за покровител и на спортните състезания, като херми са открити и на територията на България – във вила Армира (от преди 2000 години), антична Сердика (от 170 – 180 г.), Никополис ад Неструм (от втората половина на II век) и др.
До наши дни са оцелели осем пиластъра с изображение на херми (експонирани в лапидариума на Регионален археологически музей, Пловдив), които са били част от декорацията на входа на филипополския стадион.

## Хермесов кадуцей
Като задължителен атрибут и персонификация на бога Хермес е кадуцеят.
| Изображение | Град    | Дата на създаване | GPS координати            | Информация |
| ----------- | ------- | ----------------- | ------------------------- | --- |
|             | Габрово | 1966              | 42°53'05.3"N 25°18'15.6"E | В герба и знамето на Габрово е включен кадуцей (неотлъчно носеният от Хермес жезъл), като символ за развитието на търговията. Кадуцей участва в хералдиката още в първия герб на Габрово от 1934 г. На входа на града се намира „Паметник на плодородието“, в чиято композиция участва гербът на града. |
|             | Пловдив | 1899              | 42°08'43.7"N 24°44'56.4"E | Хермесовият кадуцей присъства върху свода над вратата и над всички прозорци на сградата на БНБ в Пловдив. Сградата е дело на арх. Хайнрих Майер. |